# Бесленеевцы
Беслене́евцы (самоназвание: адыгэ, беслъэней) — этнографическая группа (субэтнос) адыгов, исторически занимавшее промежуточное положение между западными адыгами и восточными (кабардинцами). Ныне проживают в Карачаево-Черкесии, Адыгее и Краснодарском крае. Широко представлены в адыгской диаспоре за рубежом.

## Общие сведения

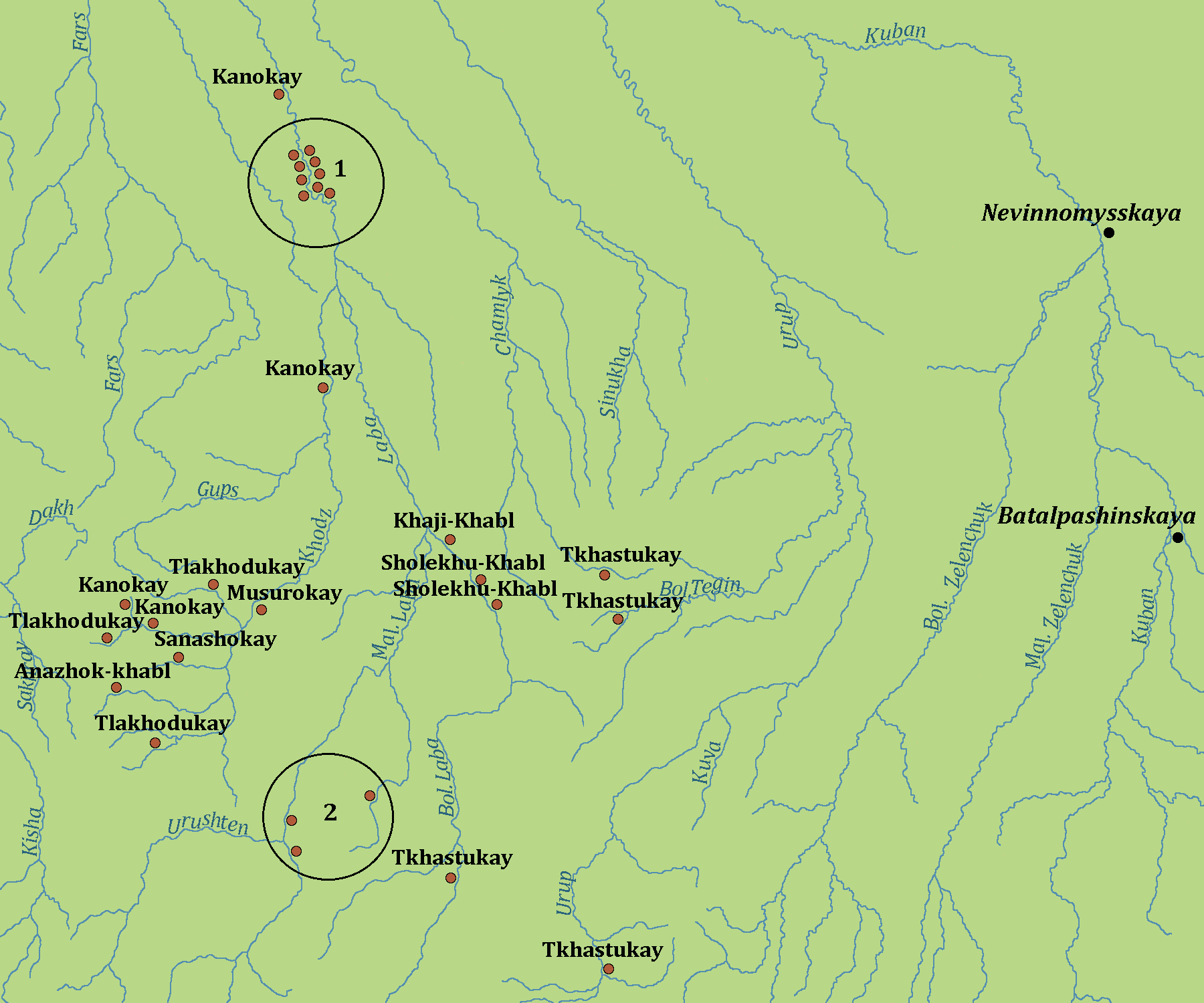
Бесленеевские сёла в 1830—1850 годах. 1 — девять сёл выселеных генералом Зассом на равнину; 2 — названия не известны.

Бесленеевцы ранее занимали территорию по верхнему течению правого берега реки Лабы и её притоку Ходзю, на востоке и северо-востоке по реке Урупу и её притокам Большому и Малому Тегеням и другим рекам, примерно до линии станиц Упорной и Отрадной, при этом они соседствовали на северо-западе с махошевцами, на западе — с мамхеговцами, на юге и юго-востоке — с абазинами.
Бесленеевцы по характеру, культуре, происхождению близки к кабардинцам, а собственный бесленеевский диалект адыгского языка (со значительными различиями в произношении согласных) наиболее близок к кабардинскому диалекту (что не вызывает затруднений во взаимопонимании при общении как с кабардинцами, так и с другими адыгами).
Верующие: мусульмане-сунниты.
Древними княжескими родами бесленеевцев считались — Каноковы и Шолоховы, потомки Беслана, сына легендарного Инала, родоначальника кабардинских князей.

## Наименование
В русских источниках XVI—XVIII веков бесленеевцы отражены под разными наименованиями: бесленейцы, беслинцы, бесленейские черкасы и т. п., а занимаемый ими район — Бесленей, Бысленей, Бесленейские кабаки (то есть поселения).

## Бесленеевцы. XVI век
Первые упоминания в истории о бесленеевцах известны с XIV века. Так например — в российских летописях сохранились сведения, что в составе первой кабардинской делегации, приехавшей в Москву в 1552 году для переговоров с Иваном Грозным, находился один из бесленевских князей — Маащук.
Как и у большинства адыгских этнических групп, у бесленеевцев был феодальный строй. Бесленеевцы проживали в долинах Большой и Малой Лабы, на берегах Урупа, Ходзя и Фарса к востоку от темиргоевцев и абадзехов, южнее бесленеевцев жили абазины-ашхарцы: башилбаевцы, баракаевцы и кызылбеки. Основным занятием было земледелие и скотоводство, большое внимание уделялось садоводству.
В 1571 году бесленеевцы по приказу Крымского хана участвовали в Крымском походе на Москву, которое закончилось сожжением части Москвы и захватам 100 тысяч пленных, и поэтому бесленеевцы в этот период истории не участвовали в переговорах с русским царём, так как влияние на них Крымских ханов было очень сильным. Вот строки из документа второй четверти XVII века: «бесленеи дают крымскому хану Шан-Гирею ясаку (то есть дани): ясырю (значит, в неволю, для продажи в рабство) женок и девок, аргамаков (породистых лошадей) и шанцирей (кольчужных воинских доспехов по тем временам чрезвычайно дорогих), всего названного по пятьсот, а Шан-Гирей требует тысячу, …».

## Бесленеевцы. XVII век
Турецкий разведчик Эвлия Челеби в 1667 году, в своём отчёте сделал следующее описание истории и жизни бесленеевцев:

«Великое пшуко (княжество) Беснейбай. Их бей обитает здесь. Он распоряжается в общей сложности пятью тысячами отважных, отборных воинов, конных и пеших. И народ этот — весьма сильный, смелый, мужественный. Это пшуко построено, подобно Бахчисараю, в просторном ущелье, по обеим сторонам которого — каменные скалы. Оно достойно того, чтобы называться городом. Сей народ бесней прежде расселялся до самых земель Чин, Фагфур и Москва. Затем, спасаясь от притеснений вновь пришедших калмыков, они обосновались в этом скалистом, неприступном ущелье. И во все времена у этого народа войны и распри только с народом калмык. Хану они отправили богатые подарки, прислали прекрасных и миловидных девушек и невольников — огланов. Ибо они с ханом — родственники по линии семейства и потомков. Здесь мы в течение пяти дней предавались наслаждениям и удовольствиям, осматривали все и изучали этот народ искусных умельцев»

## Бесленеевцы. XVIII век
Знаменитый сподвижник российского императора Петра I Александр Бекович Черкасский был урождённым Девлет-Гиреем Бекмурзином — прямым потомком бесленеевского князя, породнившегося с крымским ханом, но сохранившим адыгский патриотизм. Не случайно, одной из его жизнеобразующих идей, сформировавшейся во время ногайско-крымского плена ещё в детстве, был план грандиозного российско-казачье-горского похода в Закубанье, чтобы навсегда освободить его обитателей от диктата Крыма и Турции.
- 1768 год — бесленеевцы были покорены русскими[7].
- 1774 год — бесленеевцам возвращена им независимость[7].
- 1775 год — над всеми покорёнными народами Кубанской обл. был назначен ханом наместник ханского престола Шагин-Гирей[7].

Последний опасный набег состоялся в 1790 году, когда 30-тысячный турецкий корпус под командованием Батал-паши был сокрушён и разбит российскими войсками, поддержанными частью горских ополчений, на берегу верхней Кубани, неподалёку от нынешнего города Черкесска.
С этих пор, бесленеевцы становятся ближайшим приграничным народом к владениям России, выдвинувшимся на правый берег Кубани по всему её течению.

## Бесленеевцы. XIX век
С. М. Броневский описывал бесленеевцев так: «Живут зажиточно и опрятно по Черкесскому обычаю в больших деревнях, числом до 1 500 семей; сеют немного хлеба, держат много скота, наипаче овец, коих отгоняют восемь вёрст выше Прочного Окопа. Не менее промышляют воровскими поисками в соседние земли или, как сами называют, наездничеством и ремеслом военных людей…». Он же сообщает, что бесленеевцы с открытой душой принимают беглецов из числа разных других адыгских племён. И действительно, вторым важнейшим компонентом формирования нынешней черкесской народности являются кабардинцы, которые большими группами уходили в ближайшее Закубанье, отказываясь подчиняться российским державным порядкам, утверждавшимся на их земле.
Главным организатором бесленеевского сопротивления был кабардинский князь Адиль-Гирей Атажукин. Царские власти, недовольные его воинствующим «исламизмом», военной активностью и пропагандой ориентации на Турцию, определили ему местом поселения город Екатеринослав. Но он бежал из этой ссылки к бесленеевцам и затем, неоднократно возвращаясь в родную Кабарду, Адиль-Гирей «уводил» немалые «партии» кабардинцев за Кубань, в округу своего поселка, расположенного в «весьма крепком месте при речке Малый Зеленчук». Особенно усилился приток «немирных» кабардинцев в 1804 году («едва ли самом тяжёлом годе борьбы России с Кавказом», как писал авторитетный дореволюционный историк Н. Ф Грабовский) и в 1822 году в ходе и после подавления генералом Ермоловым серии антироссийских мощных выступлений в Кабарде. События первого из них были, между прочим, художественно отражены М. Ю. Лермонтовым в поэме «Измаил-Бей», в которой достаточно достоверно показана обстановка в Закубанье и вокруг него, когда «громадные толпы кубанцев и громадные скопища кабардинцев остервенились» (это слова документа!) и нанесли чувствительные поражения царским генералам Глазенапу и Лихачёву.
1833 год — русский генерал Г. Х. Засс разбил отряд горцев на правом берегу р. Лабы, после чего разорил до основания аул бесленеевского князя Айтека Конокова, захватив 68 пленных, сжег запасы сена и хлеба бесленеевцев. То же повторялось и в следующие годы. Все жители приведены были в ужас; кабардинцы, бесленеевцы, багоевцы и медовеевцы, поселившиеся на истоках рек Зеленчугов и Урупа, просили Засса о мире, выдали аманатов и переселились на указанные им плоские, во всякое время доступные местности.
В конце Русско-Кавказской войны началось переселение кавказских горцев (в том числе бесленеевцев) в Османскую империю.
Бесленеевцев, по данным на 1882 год, стало поданными России 6063 душ, которые в основном проживали в аулах Канокой и Кургокой.

## Современное положение
После Кавказской войны, бесленеевцы и собственно бесленеевский диалект на исторической родине сохранились лишь в 5 населённых пунктах: два в Карачаево-Черкесии — Бесленей (адыг. Тхьастыкъуей), Вако-Жиле (адыг. Дэхъушыкъуей); два в Успенском районе Краснодарского края — Кургоковский (адыг. Кургъокъуей), Коноковский (адыг. Бэчымзей); один в республике Адыгея — Уляп (адыг. Улапэ).
Среди черкесской (адыгской) диаспоры бесленеевцы в основной массе проживают в Турции, в илах: Болу, Амасья, Чорум, Биледжик, Эскишехир и Нигде.